# Walterswil (Berna)
Walterswil es una comuna suiza del cantón de Berna, situada en el distrito administrativo de Alta Argovia. Limita al norte con la comuna de Ursenbach, al este con Rohrbachgraben, al sur con Dürrenroth y Affoltern im Emmental, y al oeste con Wynigen y Oeschenbach
Hasta el 31 de diciembre de 2009 situada en el distrito de Trachselwald.

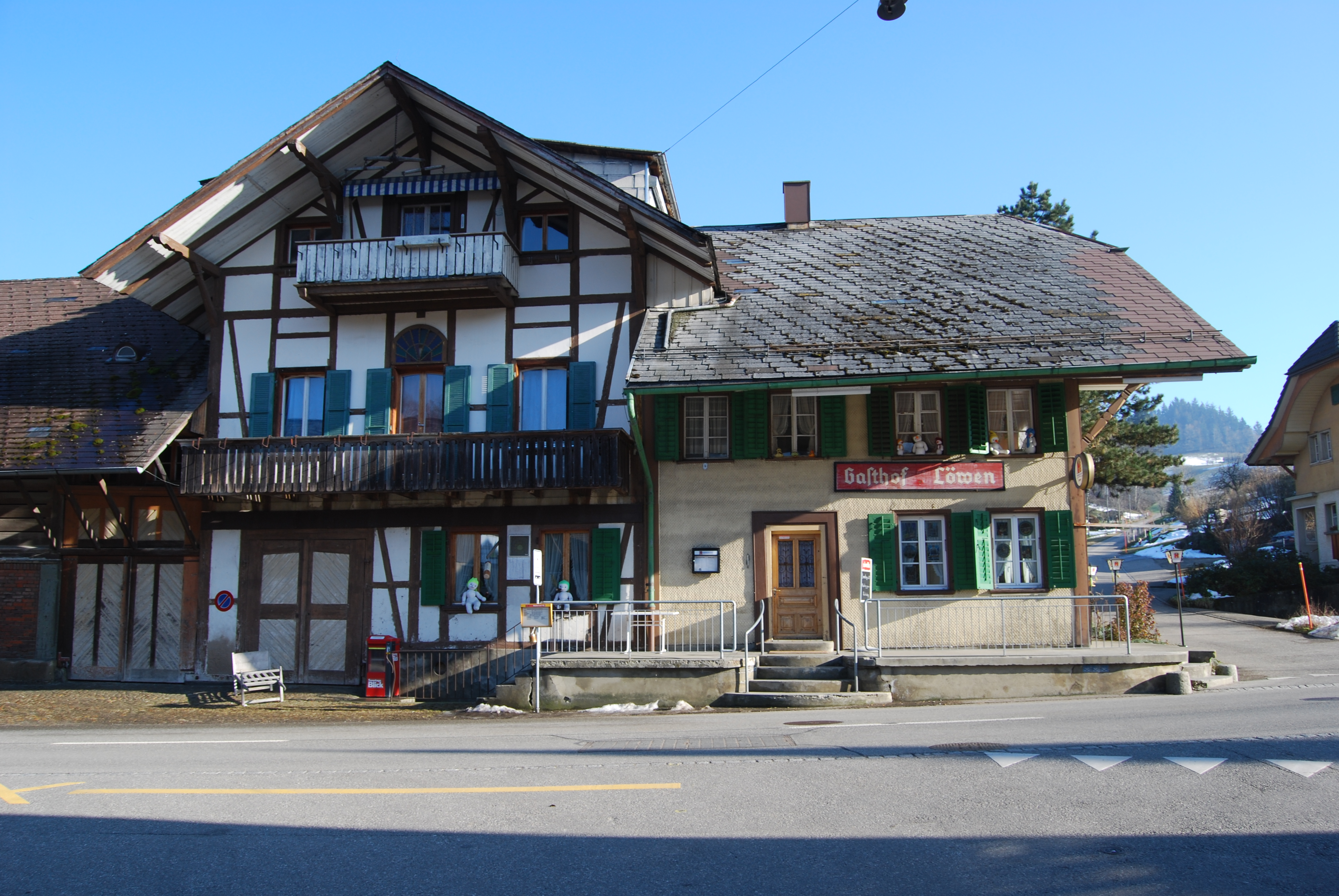
Walterswil